# Girolamo Pagliano

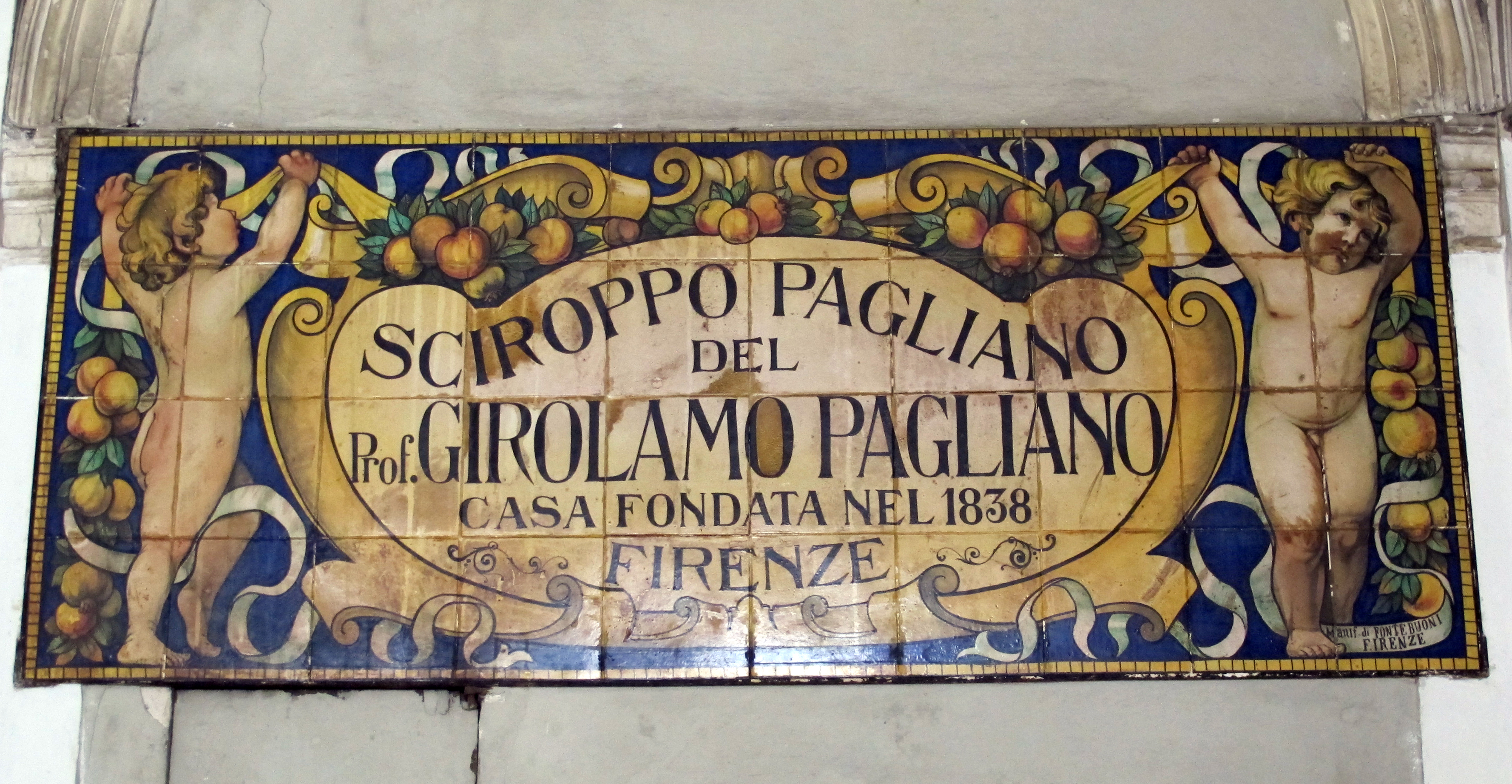

Girolamo Pagliano (Génova, 1801-Florencia, 1881) fue un químico, farmacéutico y empresario teatral nacido en Génova en una familia de origen napolitano que se hizo de cierta fortuna en 1838, comercializando un purgante con propiedades beneficiosas.
Así logra comprar la carcel delle Stinche en Florencia y en 1854 se convierte en el teatro de la Opera Pagliano con el arquitecto Telémaco Bonaiuti y los pintores Luigi Dell'Era y Cesare Maffei. El Teatro Pagliano (desde 1901 Teatro Verdi) se inauguró el 10 de septiembre de 1854, con la representación de Rigoletto , ópera en el momento llamado  Viscardello. En 1865 el teatro sufrió un incendio y él se vio obligado a vender a sus deudores.
Girolamo Pagliano también es mencionado por Carlo Collodi, quien dijo: Quien fue Girolamo Pagliano?, es inútil repetir casi todos los intestinos de Europa lo saben de memoria! Está enterrado en Florencia, donde murió el 9 de septiembre de 1881.